# 生駒站

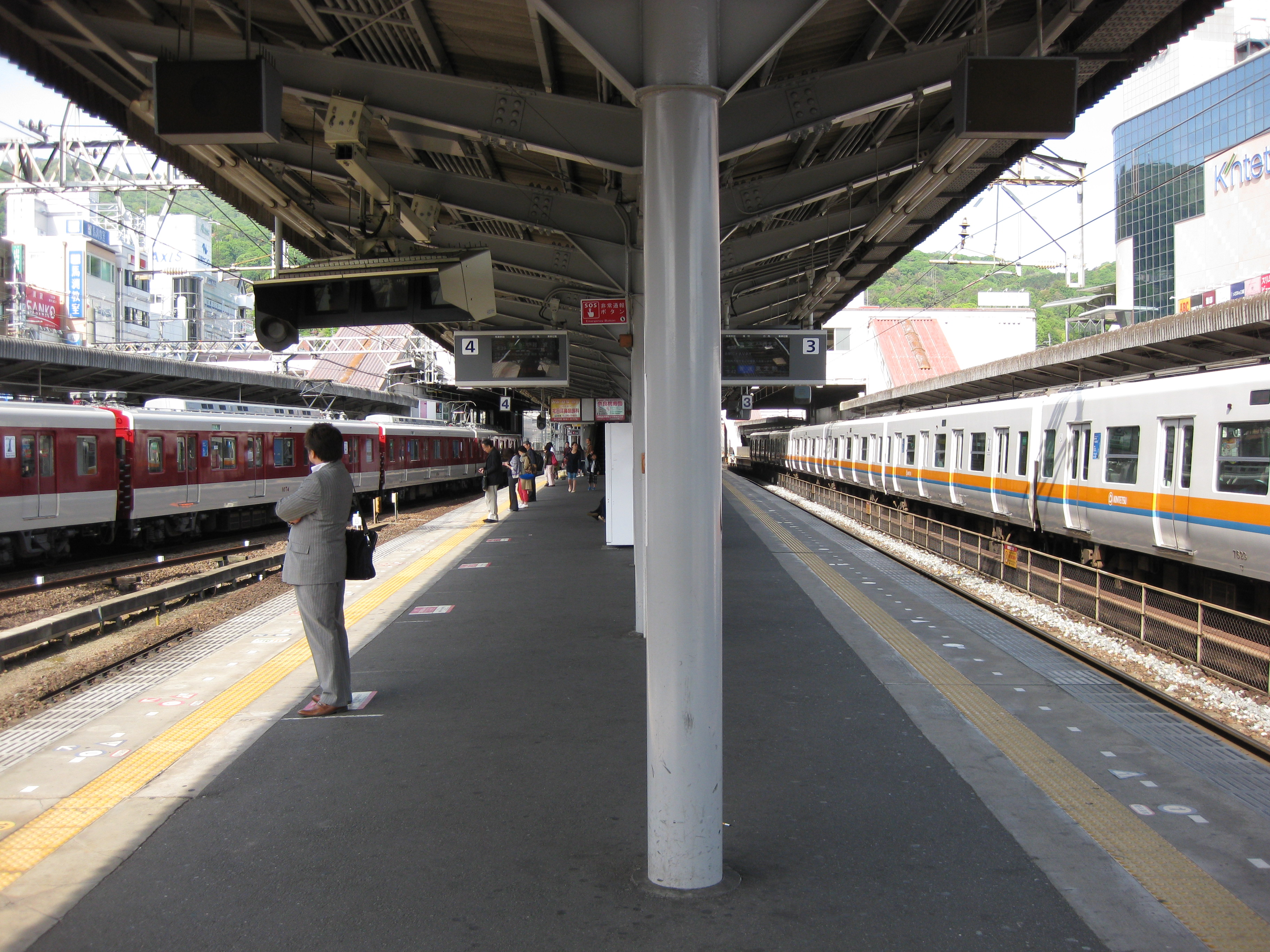
3号和4号月台

生駒站（日语：／ Ikoma eki */?）是一個位於日本奈良縣生駒市，屬於近畿日本鐵道的鐵路車站。同一地點還設有生駒鋼索線的鳥居前站（Y17），是互相轉乘站。此站配置站長。此站獲選為第4回近畿車站百選。

## 停靠路線
- 近畿日本鐵道
  - 奈良線 - 車站編號為 A17 
  - 生駒線 - 車站編號為 G17 
  - 京阪奈線 - 車站編號為 C27

## 車站結構
島式月台3面6線的地面車站，設有跨站式站房。

### 月台配置
京阪奈線月台
| 月台 | 路線     | 方向 | 目的地                       |
| ---- | -------- | ---- | ---------------------------- |
| １   | 京阪奈線 | 下行 | 學研奈良登美丘方向           |
| ２   | 京阪奈線 | 上行 | 長田、本町、大阪港、夢洲方向 |

 奈良線、 生駒線月台
| 月台   | 路線   | 方向 | 目的地                                 |
| ------ | ------ | ---- | -------------------------------------- |
| ３     | 奈良線 | 下行 | 大和西大寺、奈良方向 京都方向 天理方向 |
| ４     | 奈良線 | 上行 | 大阪難波、尼崎、神戶三宮方向           |
| ５、６ | 生駒線 | 下行 | 王寺方向                               |

## 使用情況
近年1日平均上車人次如下表。
| 年度               | 1日平均 上車人次 |
| ------------------ | ---------------- |
| 1995年（平成07年） | 24,052           |
| 1996年（平成08年） | 24,652           |
| 1997年（平成09年） | 25,696           |
| 1998年（平成10年） | 25,380           |
| 1999年（平成11年） | 25,337           |
| 2000年（平成12年） | 25,192           |
| 2001年（平成13年） | 25,444           |
| 2002年（平成14年） | 24,751           |
| 2003年（平成15年） | 24,425           |
| 2004年（平成16年） | 24,034           |
| 2005年（平成17年） | 23,746           |
| 2006年（平成18年） | 23,722           |
| 2007年（平成19年） | 23,189           |
| 2008年（平成20年） | 22,989           |
| 2009年（平成21年） | 22,380           |
| 2010年（平成22年） | 22,150           |
| 2011年（平成23年） | 21,887           |
| 2012年（平成24年） | 21,918           |
| 2013年（平成25年） | 22,368           |
| 2014年（平成26年） | 22,232           |
| 2015年（平成27年） | 22,579           |
| 2016年（平成28年） | 22,602           |
| 2017年（平成29年） | 22,808           |

## 历史
- 1914年4月30日：车站作为大阪電氣軌道的一个站点开始运作
- 1926年12月28日：信貴生駒電鐵（日语：信貴生駒電鉄）开始营业
- 1941年3月15日：大阪电气铁道与参宫急行电铁合并为关西急行铁道，车站改称关急生驹站
- 1944年6月1日：关西急行铁道和南海铁道合并，更名为近畿日本铁路有限公司（近铁）
- 1964年10月1日：信贵生驹电铁与近铁合并
- 1986年10月1日：东大阪线（现京阪奈线）开通
- 2003年6月28日：近畿日本铁路有限公司更名为近铁公司
- 2003年：入選近畿車站百選
- 2006年3月27日：京阪奈线开始运营；东大阪线与京阪奈线合并
- 2007年4月1日：车站开始接受PiTaPa

## 車站周邊
北口
- アントレ生驹（日语：アントレいこま）
  - 近铁百货商店（英语：Kintetsu Department Store）
  - 瑞穗银行生驹支店
  - 大国药妆店生驹站前北口店
- BellTerraceIkoma
  - 生驹站前图书室
  - 生驹市アンテナショップ「おちやせん」
  - 近商Store（日语：近商ストア）
- Konami体育俱乐部（日语：コナミスポーツクラブ）
- 生驹邮政局
  - 邮贮银行

南口
- 生驹市役所
- 生驹市社区中心（Seiseibiru）
- 绿山生驹（Green Hill Ikoma）
- 近商KINSHO超市生驹店
- 三井住友银行生驹支店
- Pikkuri通商店街
- 大和信用金库生驹支店
- Maneken华夫饼近铁生驹店
- 蓝泽证券生驹支店
- 生驹本町邮政局
- 生驹警察署近铁生驹站前

## 巴士站
巴士分别由奈良交通和营运；车站南北口各有一处巴士站场。

### 北口
- 1号巴士站（往 北条、北田原和学研北生驹站）
  - 77线 （生驹台外环线）往 生驹站北口（先经 北条）
  - 82线 往 北田原 经 北条
  - 84线（深夜服务）往生驹台 经 北条、新生驹台北口
  - 189线 往 学研北生驹站 经 北条、新生驹台北口、白庭台住宅
- 2号巴士站（往生驹台）
  - 78线 （生驹台内环线）往 生驹站北口（先经 生驹台）
  - 80线 往 新生驹台北口 经 生驹台
  - 生驹市社区巴士“Takemaru”光阳台线 往 松之丘、光阳台
  - 生驹市社区巴士“Takemaru”光阳台线 往 生驹市役所、生驹市立病院 经 生驹站南口
  - 生驹市社区巴士“Takemaru”北新町线 往 药师台
  - 生驹市社区巴士“Takemaru”北新町线 往 生驹市役所、生驹市立病院 经 生驹站南口

### 南口
- 1号巴士站
  - 63线 往 小濑保健福祉Zone 经 东生驹站、皋月台
  - 64线 往 明日香中心 经 东生驹站、皋月台住宅
  - 65线 往 明日香中心 经 东生驹站、稻仓 明日香野南环线）
  - 90线 往 中菜畑二丁目 经 汤船、绿之丘
  - 165线 往 白庭台站 经 东生驹站、稻仓、明日香野中心
  - 168线 往 光之丘 经 东生驹站、稻仓、明日香野中心、白庭台站
  - 往 生驹山麓公园联络中心 （中途站不能下车）
  - 生驹市社区巴士“Takemaru”光阳台线 往 光阳台中央公园 经 生驹站北口
  - 生驹市社区巴士“Takemaru”光阳台线 往 生驹市役所、生驹市立病院
- 2号巴士站
  - 79线 往 田原台一丁目 经 北谷公园
  - 85线 往 田原台九丁目 经 田原台八丁目
  - 86线（深夜服务） 往 田原台一丁目 经 田原台八丁目
  - 96线 田原台一丁目 经 田原台八丁目、田原台九丁目
  - 生驹市社区巴士“Takemaru”门前线 往 门前町
  - 生驹市社区巴士“Takemaru”北新町线 往 药师台 经 生驹站北口
  - 生驹市社区巴士“Takemaru”北新町线 往 生驹市役所、生驹市立病院
- 仅供下客
  - 深夜急行巴士“阪奈号”（はんな号）生驹-登美之丘-高之原线 发自 梅田（大阪站前）、难波

## 相鄰車站
近畿日本鐵道
 奈良線
- □特急停靠站

■快速急行
鶴橋（A04）－生駒（A17）－學園前（A20）
■急行
石切（A16）－生駒（A17）－學園前（A20）
■準急、■區間準急、■普通
石切（A16）－生駒（A17）－東生駒（A18）
- 東大阪市花園橄欖球場舉辦大型活動時，快速急行的一部分為會臨時停靠東花園站 (日本)（A12）。
- 1964年生駒隧道切換以前，石切站與此站之間曾設有孔舍衛坂站。

 生駒線（所有列車各站停車）
生駒（G17）－菜畑（G18）
 京阪奈線（所有列車各站停車）
新石切（C26）－生駒（C27）－白庭台（C28）

## 外部連結
- 生駒 - 近畿日本鐵道